# 2290 Helffrich
2290 Helffrich (1932 CD1) là một tiểu hành tinh vành đai chính được phát hiện ngày 14 tháng 2 năm 1932 bởi Reinmuth, K. ở Heidelberg.